# Малафиевский, Никифор Николаевич
Никифор Николаевич Малафиевский (1868 — ?) — крестьянин, депутат Государственной думы II созыва от Вологодской губернии.

## Биография

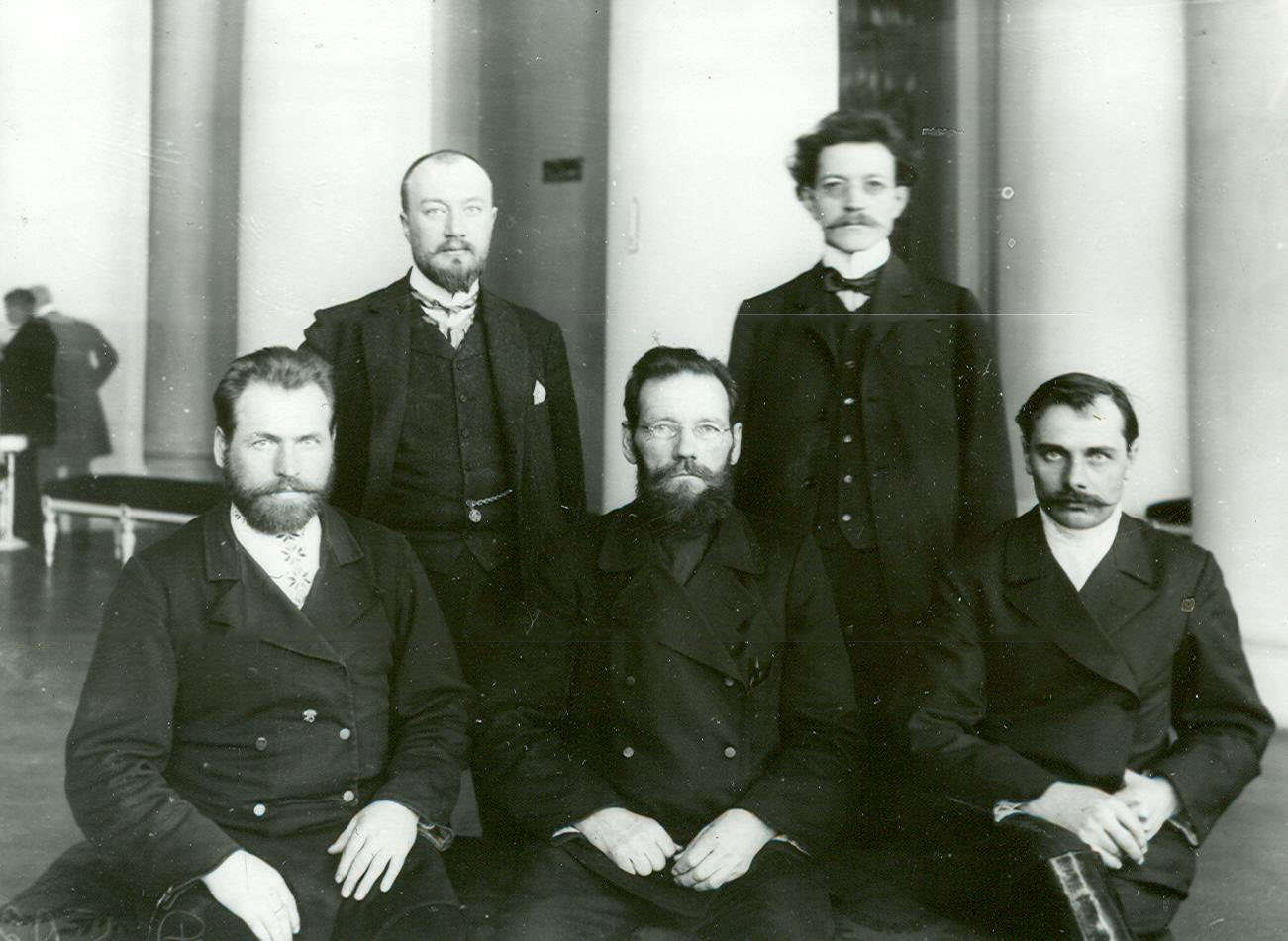
Члены государственной Думы Второго созыва от Вологодской губернии, стоят (слева направо) — кадет Н. М. Волоцкой, трудовик П. Д. Щипин, сидят (слева направо) — крестьяне Н. Н. Малафиевский, Е. И. Шаманин и В. С. Ширяев, разделявшие взгляды трудовиков.

Крестьянин деревни Козловская Богоявленской волости Устюжского уезда Вологодской губернии. Выпускник земского училища. Служил волостным старшиной. Занимался земледелием на наделе.
7 февраля 1907 года был избран в Государственную думу II созыва от общего состава выборщиков Вологодского губернского избирательного собрания. Вошёл в состав Трудовой группы и фракцию Крестьянского союза. Состоял в думской Аграрной комиссии.
Дальнейшая судьба и дата смерти неизвестны.

### Архивы
- Российский государственный исторический архив. Фонд 1278. Опись 1 (2-й созыв). Дело 261; Дело 597. Лист 18.